# HMS Royal Charles (1655)

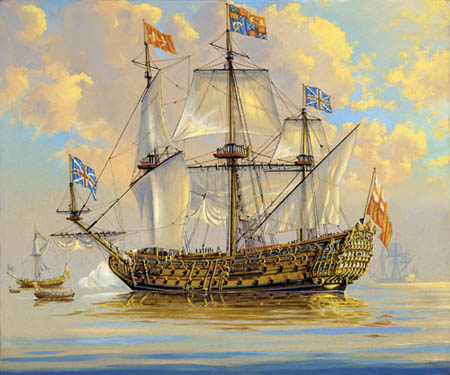

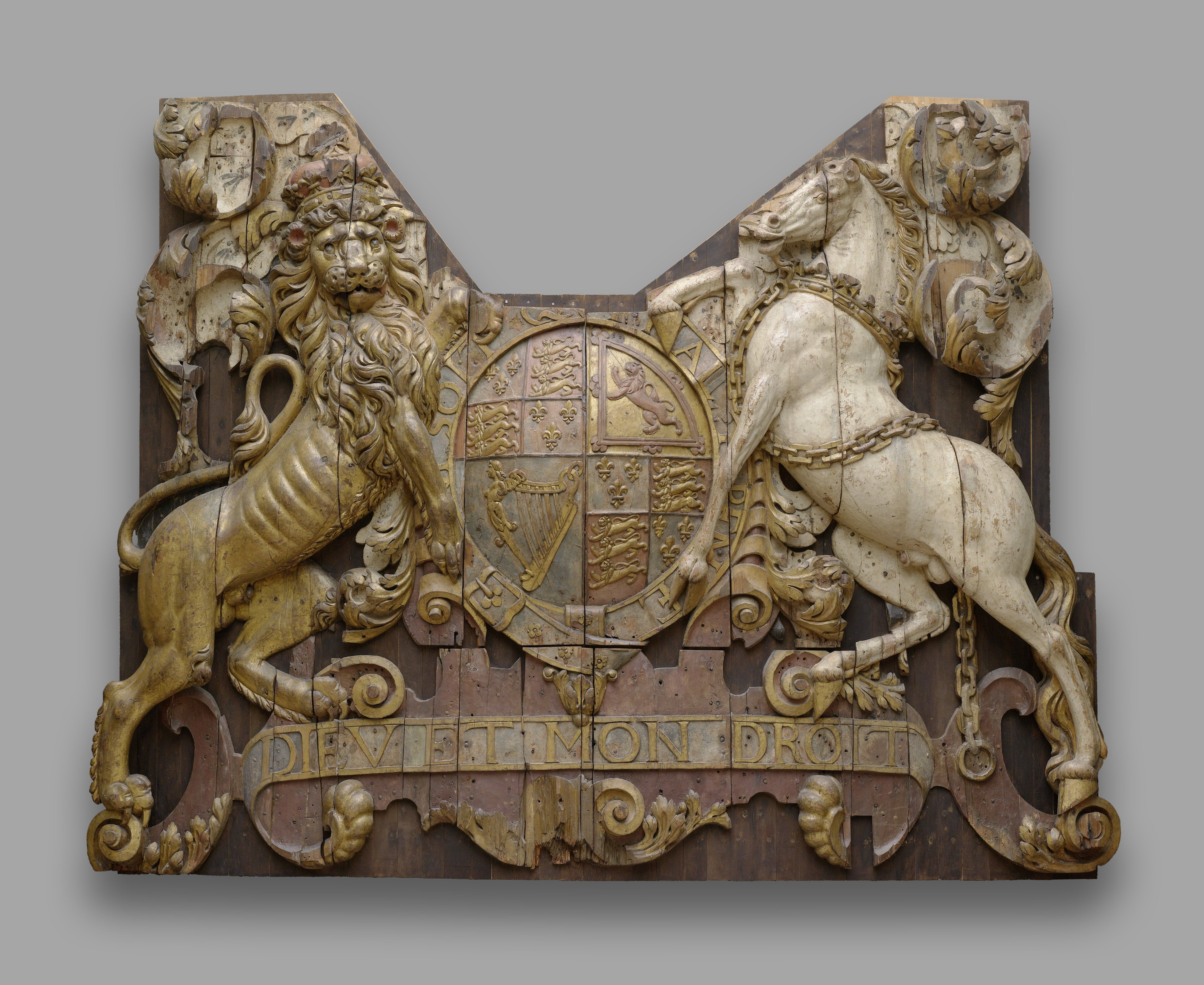
Dochovaná část výzdoby zadní galerie v Rijksmuseum v Amsterdamu

HMS Royal Charles (česky Loď jeho veličenstva Královský Karel) byla třípalubní řadová válečná loď první třídy o 80 dělech postavená mistrem Phineus Pett ml.1, v loděnicích Woolwich pro Anglické státní loďstvo roku 1655 původně jako Naseby na počest sira Thomase Fairfaxe, který vybojoval rozhodující vítězství u Naseby nad monarchisty roku 1645 během občanské války.

## Konstrukce
Zakázka byla zadána v Londýně roku 1654 a zněla na čtyři jednotky řadových lodí druhé třídy. Původní plány pro stavbu budoucí vlajkové lodi Britského impéria byly tedy daleko skromnější a počítaly se zařazením jako válečné lodě druhé třídy s maximální výzbrojí 60 děl umístěných na třech hlavních dělových palubách nad sebou. V průběhu stavby byl však návrh přehodnocen a loď byla vybavena dodatečnými záďovými střílnami umístěnými v horní části bohatě zdobené zadní galerie a dalšími děly v mohutných nástavbách čtvrté paluby. Celkový počet děl tak dosáhl celkem 80 kusů a proto byla loď na rozdíl od svých sesterských lodí po dokončení reklasifikována jako válečná loď první třídy.

## Služba

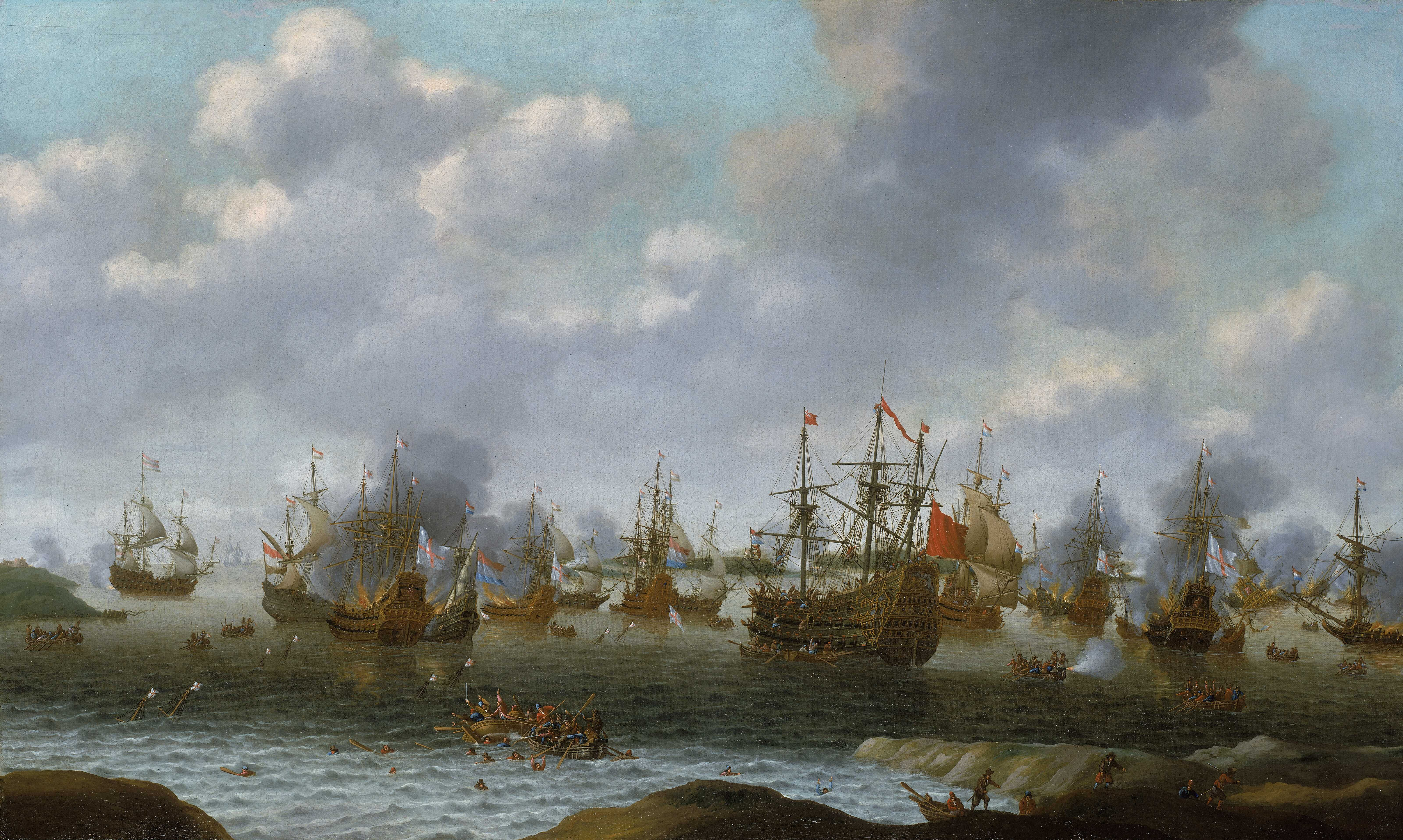
Nizozemský útok na Medway, červen 1667, Pieter Cornelisz van Soest, namalováno kolem roku 1667. Zajatá loď Royal Charles je vpravo uprostřed.

V červnu 1660 se stala součástí průběhu obnovení monarchie, když ji v Downs (pobřežní oblast nedaleko města Deal v jižní části hrabství Kent) byla odstraněna galionová figura vavříny ověnčeného Olivera Cromwella a loď byla vypravena na cestu do Nizozemska v čele flotily, která měla přivézt zpět krále Karla II. do Anglie. Velitelem flotily byl jmenován sir Edward Montagu a loď plula stále pod svým původním jménem Naseby. Krátce po přistání v nizozemském Scheveningenu však byla králem slavnostně přejmenována na HMS Royal Charles a teprve poté se Karel II. nalodil se svým početným doprovodem a na palubě nové královské vlajkové lodi odplul do Doveru.
Pod novým jménem se pak HMS Royal Charles připojila ke královskému námořnictvu, které formálně vzniklo o něco později onoho roku 1660. S výtlakem přes 1229 tun byla Naseby větší než HMS Sovereign of the Seas (1637), která byla ve své době první moderní konstrukcí třípalubní válečné lodí postavené ještě dědem Phineuse Petta ml.1, mistrem stavitelem Phineusem Pettem st.2. HMS Royal Charles je tak typickým příkladem konstrukční školy poloviny 17. století, tedy v období anglo-nizozemských válek (1652-1674). Obě lodi pak patří k nejkrásnějším a nejbohatěji zdobeným námořním korábům světa. Odstup sedmnácti let mezi vznikem obou lodí je v anglické konstrukční škole znát nejen na celkové výzdobě lodi, která se u Royal Charles posunula z bočních partií do zejména mohutně zdobené záďové galerie, ale také v uspořádání lodi a důsledné užitné hodnotě výzbroje, přestože cena zůstala u obou lodí takřka podobně astronomická. 
Jako Royal Charles se zúčastnila druhé anglo-nizozemské války. V roce 1665 bojovala v bitvě u Lowestoftu pod vedením lorda admirála Edwarda Montagu (první hrabě ze Sandwich)3 pod velením kapitána sira Johna Harmana3. Během této bitvy nejspíš zničila nizozemskou vlajkovou loď Eendracht. V roce 1666 se podílela na dvou dalších akcích, jako je čtyřdenní bitva a porážka admirála Michiela de Ruyter v bitvě na den svatého Jakuba (28. červenec 1666) nedaleko ostrova Tanet.
Po necelých dvanácti letech služby padla do zajetí během oprav v loděnicích Medway, při odvážném nájezdu admirála Michiela de Ruyter na kotvící královské námořnictvo 12. června 1667, kde jako jedna z mála přestála nájezd zápalných lodí. Loď byla jako válečná kořist dopravena do Nizozemska, kde z ní byla slavnostně odstraněna výzdoba galerie tvořená nádherným vyřezávaným jednorožcem a lvem podepírajícím po stranách anglický královský erb. Loď samotná byla uznána jako nezpůsobilá pro operace v nizozemských vodách pro příliš hluboký ponor. Z tohoto důvodu byla odmítnuta nizozemským loďstvem pro činnou službu a roku 1673 byla vydražena k sešrotování. Vlastní ztráta hrdého symbolu anglického námořnictva způsobilo v Anglii takřka v národní tragédii. Sejmutá výzdoba ze záďové galerie je dosud umístěna v Rijksmuseum v Amsterdamu.